# Avaranqışlaq
Avaranqışlaq är en ort i Azerbajdzjan.   Den ligger i distriktet Qusar Rayonu, i den nordöstra delen av landet, 170 kilometer nordväst om huvudstaden Baku. Avaranqışlaq ligger 355 meter över havet och antalet invånare är 450.
Terrängen runt Avaranqışlaq är huvudsakligen platt, men västerut är den kuperad. Runt Avaranqışlaq är det ganska glesbefolkat, med 48 invånare per kvadratkilometer.. Närmaste större samhälle är Xaçmaz, 19,9 kilometer öster om Avaranqışlaq.
Trakten runt Avaranqışlaq består till största delen av jordbruksmark.